# Ernest Lauth

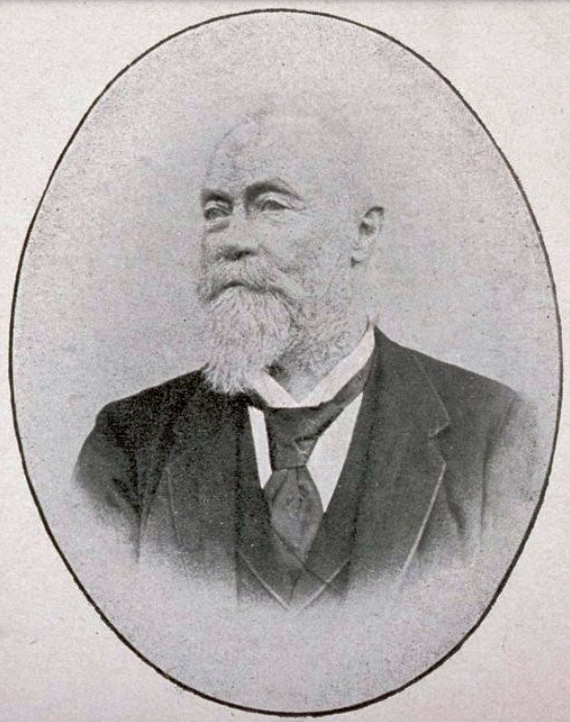
Ernest Lauth (1870)

Ernest Lauth (* 13. März 1827 in Straßburg, Frankreich; † 3. April 1902 in Straßburg, Deutsches Reich) war ein deutscher Bankier, Bürgermeister von Straßburg und Mitglied des Deutschen Reichstags.

## Leben
Lauth war Bankier und von 1871 bis 1873 Bürgermeister von Straßburg. Er wurde wegen seiner kritischen Haltung gegenüber der Annexion von Elsaß-Lothringen durch das Deutsche Reich im April 1873 als Bürgermeister abgesetzt.
Von 1874 bis 1877 war er Mitglied des Deutschen Reichstags für den Wahlkreis Elsaß-Lothringen 8 (Straßburg) und die Elsässische Protestpartei.